# آتش و باد
آتش و باد با نام اولیهٔ جشن سربرون، مجموعهٔ تلویزیونی ایرانی در ژانر درامِ تاریخی به کارگردانی مجتبی راعی و تهیه‌کنندگی حسن نجاریان از محصولات سیمافیلم است. تصویربرداری این اثر از مهر ۱۳۹۸ در منطقه شهریار شروع شد و در دی ۱۴۰۱ در شهرک غزالی به پایان رسید.
لوکیشن‌های سریال مربوط به سکانس‌های مختلفی نظیر منزل قوام، کنسولگری انگلیس، بازار شیراز و کوچه و گذر آن است و بخش‌های دیگر هم در شهرک سینمایی غزالی فیلمبرداری شده‌است. فیلمبرداری قسمت‌های کوهستانی سریال هم در جاده امام زاده داوود در اوج برف و سرمای شدید صورت گرفت. در مجموع فیلمبرداری سریال ۲۷ ماه طول کشید و از ۲۶ اسفند ۱۴۰۱ و فروردین ۱۴۰۲ همزمان با ایام نوروز و ماه رمضان به روی آنتن شبکه سه رفت. 

## دربارهٔ سریال
«جشن سربرون» نام قبلی سریال بود که به اسم آتش و باد تغییر داده شد روایتگر داستانی عاشقانه در دوران پیش از مشروطه است. سریالی که قرار است برگی تازه از تاریخ کشورمان را به نمایش درآورد. در این سریال مخاطبان نگاهی به کمپ انگلیسی‌ها با کاراکتری به نام «مستر نوئل انگلیسی» داشته و همچنین خانه قوام، بیمارستان مرسلین، خانه آقا ضیاء، انجمن محمدیه و کوچه‌های شیراز و بخش‌های کنسولگری انگلیس را در محورِ ماجراهای بهادرخان (حسین محجوب) می‌بینند. 

## خلاصهٔ داستان
«بهادر»، کدخدای ایل پازند با کدخدای ایل دارون «سرخو»، رقابت و مخالفتی دیرینه دارد. مدتی است آتش کینه‌ها خاموش شده‌است تا اینکه سرخو با اعتماد به نفس به خواستگاری جهان‌پسند دختر بهادر می‌آید. غافل از اینکه قرار است مدتی بعد جهان‌پسند به عقد پسرعموش درآید. بهادر قاطعانه با این وصلت مخالفت می‌کند. زخم‌های کهنه سرباز می‌کنند. هر دو طایفه از کدخدای خود حمایت می‌کنند و نهایتاً درگیری ابعاد بزرگ‌تری می‌یابد و…

## بازیگران
| بازیگر             | نقش              |
| ------------------ | ---------------- |
| حسین محجوب         | بهادر            |
| محمود پاک‌نیت       | فتح‌الله خان      |
| لاله اسکندری       | بی‌بی کتایون      |
| سهیلا رضوی         | ملک‌بانو          |
| فرخ نعمتی          | دوراب            |
| قاسم زارع          | حاج‌آقا ضیاء      |
| داریوش کاردان      | قوام‌الملک شیرازی |
| میرطاهر مظلومی     | شاه‌باز           |
| رامین ناصرنصیر     | دکتر مصدر        |
| مهدی فقیه          | جناب پیروز       |
| کریم اکبری‌مبارکه   | آقا سیدمحمد      |
| صدرالدین حجازی     | شوکت ‌خان         |
| صالح میرزاآقایی    | مستر نوئل        |
| سپهر محمودی        | خورشید           |
| نادر فلاح          | سرخو             |
| مریم موسویان       | جهان‌پسند         |
| مجتبی واشیان       | جان‌قلی           |
| بیوک میرزایی       | یاور اکرم        |
| مهران نائل         | نامدار خان       |
| جواد قامتی         | پایدار خان       |
| علی جاویدفر        | کل احمد          |
| مهران نعیمی        | علی‌یار           |
| ابراهیم برزیده     |                  |
| الهام نامی         | یغما             |
| مریم عطیه‌میرزایی   | کوشاله           |
| اشکان آبگون        | مهرنگ            |
| سیامک اشعریون      | یکی از خوانین    |
| هادی افتخارزاده    | کنسول انگلیس     |
| پرویز بزرگی        | مکنیل            |
| محمدحسین مظفری     | سیفور            |
| میثم ساجدی‌باداشیان | پیشکار قوام‌الملک |